# ثور يقاتل العمالقة (لوحة)
ثور يقاتل العمالقة (بالسويدية: Tors strid med jättarna) هي لوحة تعود لعام 1872 بريشة الفنان السويدي مارتن إسكيل وينج [الإنجليزية]. يصور الإله الإسكندنافي ثور في معركته ضد العمالقة. الآن ضمن مجموعة المتحف الوطني السويدي، ستوكهولم.

## خلفية
كان ثور إلهًا بارزًا طوال التاريخ المسجل للشعوب الجرمانية. امتد نفوذه من الاحتلال الروماني لمناطق جرمانيا إلى شعبيته العالية خلال عصر الفايكنج. حتى في مواجهة التنصير في الدول الاسكندنافية، تم ارتداء شعارات مطرقته، ميولنير. في العصر الحديث، يُشار إلى ثور كثيرًا في أسماء الأماكن، ويوم الأسبوع الخامس (الخميس) يحمل اسم اسمه. ألهم ثور العديد من الأعمال الفنية، ولا يزال يظهر في الثقافة الشعبية الحديثة. مثل الآلهة الجرمانية الأخرى، تم إحياء تبجيل ثور في العصر الحديث في الجرمانية الجديدة.

## الوصف
يصور وينج الإله الإسكندنافي ثور في معركة ضد العمالقة. يظهر إله الرعد وهو يركب عربته التي يجرها الماعز. يرتدي حزام قوته الخاص الذي يحتوي على صليب معقوف ويتأرجح بمطرقته الرعدية. ثور هو إله المطرقة المرتبط بالرعد والبرق وأشجار البلوط وحماية الجنس البشري والخصوبة. يصور ثور على أنه قوي وأشقر وشجاع ولا يعرف الخوف. فسر الجمهور الأصلي في سبعينيات القرن التاسع عشر اللوحة على أنها تصوير لمحاربة الشر. في الأساطير الجرمانية، تم إنشاء هذه اللوحة عام 1872 وأصبحت مشهورة بين القوميين المعاصرين. لسوء الحظ، تحول معنى الصورة من كونها رمزًا للحرية والتنوير إلى رمز كره الأجانب (المهاجرين). أضاف رمز الصليب المعقوف على حزام ثور إلى رمزية المتطرفين اليمينيين. بالنسبة للعديد من الفنانين، قبل تبني الحزب النازي للرمز، كان الصليب المعقوف رمزًا قديمًا زخرفيًا للشمس والمجرة، وظهر في الزخرفة المعمارية والزخارف المختلفة على مر التاريخ منذ فجر الحضارة في بلاد الرافدين.

## الاستقبال والسياق
عُرضت اللوحة للجمهور في المتحف الوطني عام 1872. وقد لقيت استحسانًا في الصحافة واجتذبت على الفور حشودًا كبيرة. وقف بعض الناس في الطابور لساعات لرؤيتها. كتب الشاب أوغست ستريندبرغ مراجعة إيجابية فسر فيها الموضوع على أنه تصوير لكفاح الحقيقة ضد الباطل. وصف مؤرخ الفن بو غراندين اللوحة في عام 1987 بأنها مثال على الحركة الليبرالية الوطنية باستخدام الزخارف الإسكندنافية لتمجيد الديمقراطية ومحاربة الجهل. في القرن العشرين، أصبحت اللوحة شائعة بين القوميين بحيث تم النظر إلى معركة ثور مع العمالقة على أنها تعبير عن المثل العليا القومية أو الفاشية. يُنظر إلى ثور ذي الشعر الأشقر على أنه مدافع عن المثل الأعلى لبلدان الشمال الذي يهدده العمالقة (المهاجرين) ذو الشعر الداكن. لا شك أن الصليب المعقوف على حزام ثور ساعد في جعل اللوحة شائعة بين الجماعات اليمينية المتطرفة المختلفة. بالنسبة إلى وينج ومعاصريه، كان الصليب المعقوف رمزًا قديمًا زخرفيًا للشمس والمجرة، وظهر في الزخرفة المعمارية والزخارف المختلفة على مر التاريخ منذ فجر الحضارة في بلاد الرافدين. كتب هيدستروم: «هكذا يمكن أن يتحول معنى الصورة من كونها رمزًا للحرية والتنوير إلى أن تصبح رمزًا لكراهية الأجانب والتطرف اليميني. من كونها صورة للنخبة إلى أن تصبح صورة عبادة داخل ثقافة فرعية.»

## الرسام
كان مارتن اسكيل وينج (21 سبتمبر 1825 - 22 أبريل 1896) فنانًا سويديًا. كان أستاذا في الأكاديمية الملكية السويدية للفنون. كان مرتبطًا بمدرسة دوسلدورف للرسم. تأثر فنه بموضوعات الأساطير الإسكندنافية. ولد في ستوكهولم، كان مارتن اسكيل وينج نجل رئيس الجامعة والنائب إسحاق مارتن وينج وأندريتا صوفيا روثمان. تلقى وينج تعليمه في مدرسة كاتدرائية أوبسالا، ونجح في اجتياز امتحان الطلاب في عام 1846، وبعد ذلك أصبح متدربًا في الرسم مع بي إي والاندر في ستوكهولم. في العام التالي، التحقت بالأكاديمية الملكية السويدية للفنون الجميلة. أثناء الدراسة هناك، عمل في مكتب البريد ورسم صورًا للحصول على دخل إضافي. لقد أصبح مهتمًا بالملاحم الإسكندنافية القديمة أثناء نشأته، وخلال دراسته جذبت رسوماته التفصيلية حول موضوعات الإسكندنافية الانتباه. كما انجذب إلى القوطية، وهي حركة في السويد تعمل تحت تأثير الرومانسية القومية لاستعادة الشماليين كأسلاف بطوليين؛ فقام بإحياء الزخارف من التاريخ الإسكندنافي والأساطير.